# Takuforten

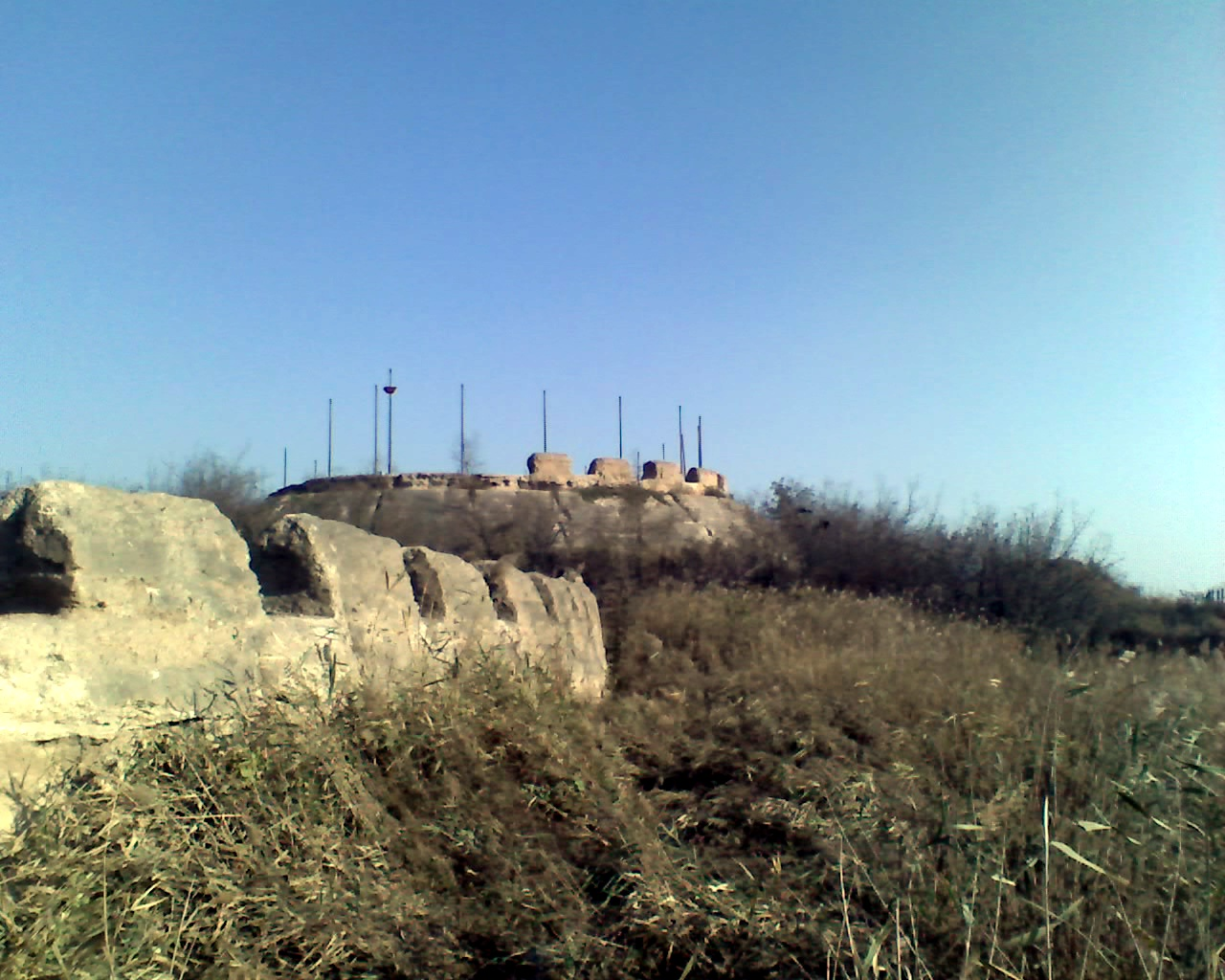
Takuforten 2006

Takuforten (på kinesiska: 大沽炮台;) är befästningar på båda sidor av Haiflodens mynning i Pekings hamnstad Tianjin. I början av 1900-talet demonterades anläggningen i stort, men två fort finns kvar - ett på södra stranden och ett på norra stranden av Haifloden. Det södra Taku-fortet har restaurerats sedan 1988 och öppnades för allmänheten i juni 1997.

## Historisk bakgrund
Under Mingdynastin flyttades Kinas huvudstad från Beijing till Nanjing och Kina blev en marin stormakt under Kejsar Yongle. Kinesiska skattskepp byggdes vid skeppsvarv i staden och var upp till 80 meter och var världens största fartyg. Beijing blev huvudstad 1421 och efter kejsarens död 1424 satsade Kina på försvar mot mongolerna i norr och den kinesiska sjömakten förföll.

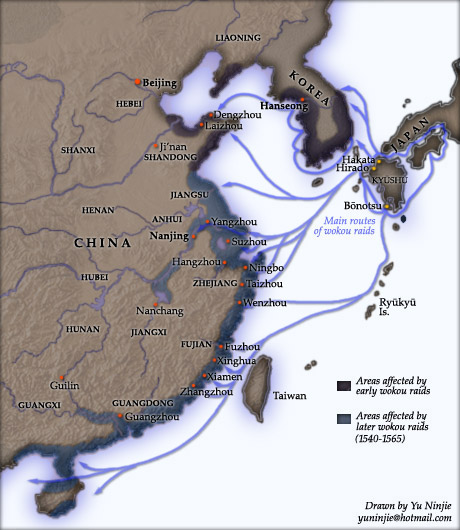
Japanska piraters plundringståg under 1500-talet

Det första fortet byggdes mellan 1522 och 1527 under Kejsar Jiajings regeringstid. Fortet skulle skydda Beijing mot japanska pirater.
Europeiska fartyg började trafikera kinesiska vatten och 1610 startade portugiser och holländare import av te från Macau. År 1722 öppnade Svenska Ostindiska Companiet regelbundna resor till Kanton. Europeiska fartyg blev allt vanligare i kinesiska farvatten och 1760 införde kejsar Qianlong Kantonsystemet och reglerade all handel med utlandet till Kanton och export skulle betalas i silver. Brittiska Ostindiska Kompaniet upptäckte att vissa kinesiska exportörer kunde acceptera opium som betalning. Kompaniet uppmanade bönder i brittiska Bengalen att odla opiumvallmo, som blev en ny valuta i kinahandeln.

## Försvar av Beijing

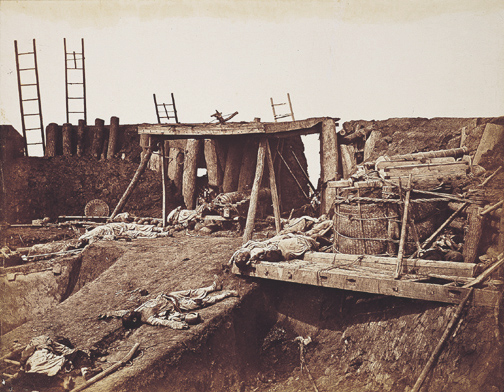
Norra fortet efter slaget den 21 augusti 1860.

Den kinesiska regeringen oroades över den ökande sjötrafiken runt Kinas kuster och 1816 byggdes två nya fort på var sin sida av Haiflodens mynning. Efter första opiumkriget byggdes ytterligare sex fort under ledning av den kejserliga generalen Sengge Rinchen. År 1857 utbröt det andra opiumkriget. År 1859 försökte en engelsk–fransk styrka inta Beijing, men slogs tillbaka vid Takuforten av general Rinchen. Året därpå landsteg en fransk-engelsk expeditionskår vid Haiflodens mynning och erövrade Takuforten och slog ner allt kenesiskt motstånd upp till Beijing, Xianfeng-kejsaren flydde och det gamla sommarpalatset förstördes.